# Santiago Meza López
Santiago Meza López (Guamúchil, Sinaloa, México, 1964), conocido con el alias «El Cago» o «El Pozolero», fue un albañil y sicario del cartel de Tijuana.
Tristemente célebre por haber disuelto al menos 300 cuerpos humanos en sosa cáustica y agua, motivo por el cual estuvo en el listado de 20 más buscados por el FBI. Actualmente se encuentra privado de su libertad sin que se dicte sentencia en el Centro Federal de Readaptación Social n.º 1 ubicado en el Estado de México.

## Biografía
Hijo de Rita López Montoya y Salvador Meza, trabajó desde niño en Guamúchil en la fabricación de ladrillos para la construcción, empresa que daba el sustento a la familia conformada por 9 hijos. Viajó a mediados de los años 90 a Tijuana en busca de mejores condiciones de vida.
Según él, empezó su vida criminal cuando se enteró de que su hermana había sido violada por miembros de una organización criminal de la zona, por lo que se unió por medio de Teodoro García Simental alias "El Teo", al Cártel de Tijuana, organización criminal liderada por los hermanos Arellano Félix, con el objetivo de asesinar a los violadores. Terminó trabajando para el cártel, siendo el encargado de disolver con ácido o sosa cáustica a sus enemigos, labor que realizó en diferentes predios (La Gallera, Maclovio Rojas, Ojo de Agua, y Loma Bonita entre otros lugares), a las afueras de Tijuana durante, el 2000 al 2009, año de su captura.

## Arresto
El 22 de enero de 2009 fue capturado por el ejército mexicano en la colonia Baja Season’s de Tijuana, en una casa donde llevaba varios días de fiesta desenfrenada. Del lugar escapó su jefe inmediato Teodoro García Simental y 30 personas más. De acuerdo a sus declaraciones, él solamente se encargaba de disolver los cuerpos pero no asesinó a nadie. 